# Wolfgang Lemb

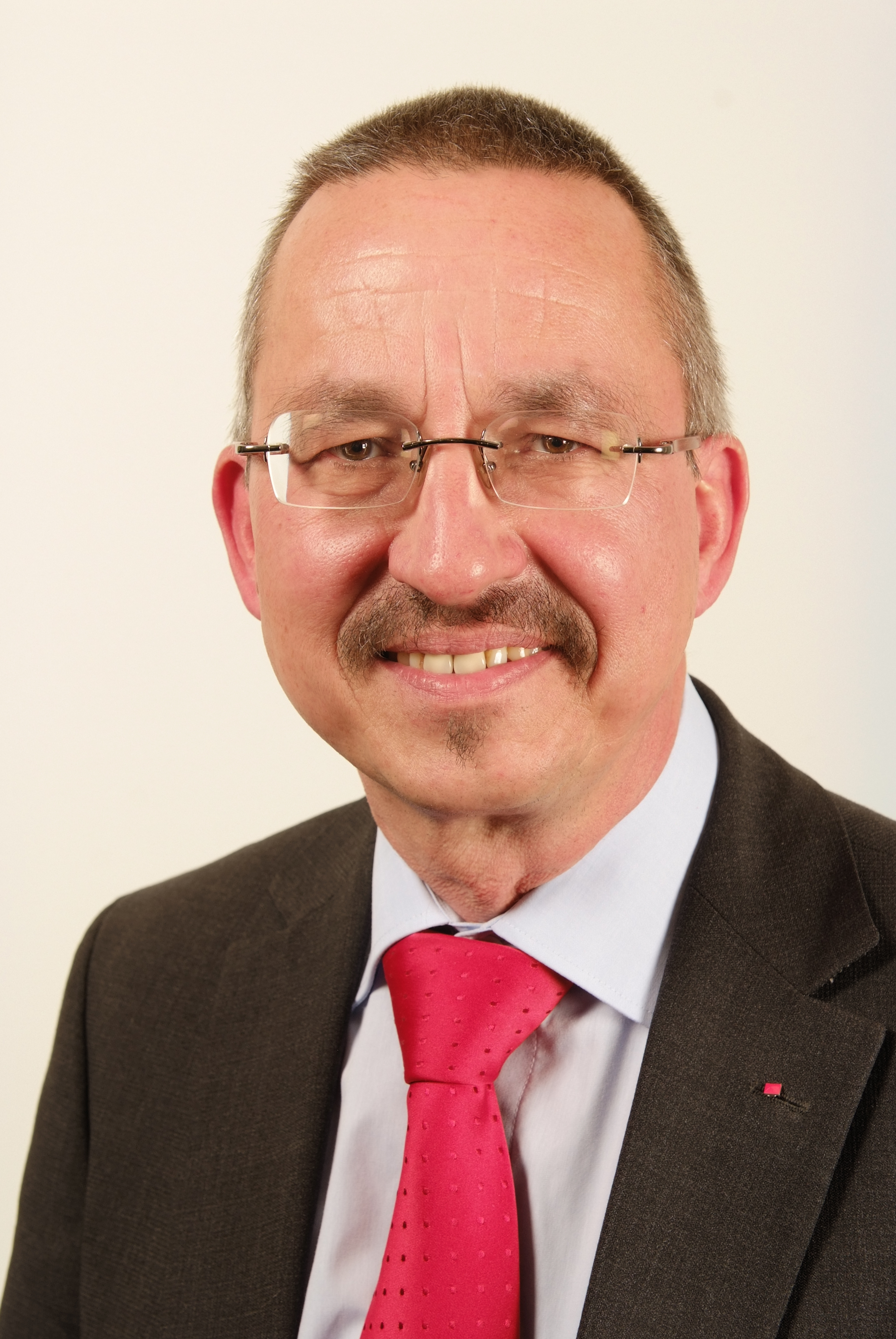
Wolfgang Lemb (2011)

Wolfgang Lemb (* 11. Februar 1962 in Weilbach, Hessen) ist ein deutscher Gewerkschafter (IG Metall) und ehemaliger Politiker (SPD). Von 2009 bis 2014 war er Mitglied des Thüringer Landtags.

## Werdegang
Lemb erwarb im Jahr 1978 die Mittlere Reife an der Realschule in Hofheim am Taunus und begann anschließend eine Ausbildung zum Universalfräser bei der Alfred Teves GmbH in Frankfurt am Main. Im Oktober 1978 trat er in die IG Metall ein und wurde 1980 in die Jugendvertretung, 1984 in den Betriebsrat gewählt.
Nach dem Abschluss seiner Ausbildung arbeitete er bis 1987 bei Teves und kündigte dann seine Stellung, um ein Studium an der Frankfurter Akademie der Arbeit aufzunehmen. Nach Abschluss der Akademie begann er zunächst in Darmstadt als Gewerkschaftssekretär für die IG Metall zu arbeiten. Infolge der politischen Wende kam er als Gewerkschaftssekretär nach Thüringen, zunächst im November 1990 nach Eisenach, im April 1991 wechselte Lemb als 1. Bevollmächtigter und Geschäftsführer der IG Metall nach Gera. In dieser Funktion war er seit April 2004 zugleich zuständig für die IG Metall Jena-Saalfeld.
Im Mai 2011 wechselte Lemb als 1. Bevollmächtigter und Geschäftsführer zur IG Metall Erfurt.
Im Oktober 2013 wurde Lemb als geschäftsführendes Vorstandsmitglied der IG Metall gewählt und verantwortet im Vorstand der IG Metall die Transnationale Gewerkschaftspolitik sowie die Politikfelder Industrie-, Struktur- und Energiepolitik.
Seit 2016 ist Lemb auch Vizepräsident von industriAll Europe, der Föderation der europäischen Industriegewerkschaften.

## Politik
Lemb trat im Jahr 1985 in die SPD ein und engagierte sich im Ortsverein Flörsheim am Main.
Zur Landtagswahl in Thüringen 2009 erhielt Lemb als Direktbewerber im Wahlkreis Gera II 14,5 % der Erststimmen, konnte aber über Platz 5 der SPD-Landesliste in den Thüringer Landtag einziehen.
In der Landtagsfraktion war er Sprecher für Wirtschaft und Technologie und Mitglied im Arbeitskreis Wirtschaft, Landwirtschaft und Umwelt.
Inhaltlich widmete sich Lemb in seiner Zeit im Thüringer Landtag besonders den Themen Arbeitnehmerrechte, Mindestlohn, Vergaberecht, Mittelstandsförderung, Stärkung der industriellen Basis der thüringischen Wirtschaft und Förderung der regenerative Energieformen Photovoltaik und Windenergie.
Lemb legte nach seiner Wahl als geschäftsführendes Vorstandsmitglied der IG Metall zum 31. Januar 2014 sein Landtagsmandat nieder. Für ihn rückte Claudia Scheerschmidt in den Landtag nach.

## Privat
Lemb ist verheiratet und Vater von drei Töchtern.